# Günter Köhnken
Günter Köhnken (* 1948) ist ein deutscher Psychologe.

## Leben
Er besuchte von 1968 bis 1971 das Wirtschaftsgymnasium und schloss eine Berufsausbildung für den gehobenen Verwaltungsdienst in Bremen an. Danach absolvierte er ein Psychologiestudium an der Universität Kiel mit den Nebenfächern Anthropologie, Physiologie und Soziologie, das er 1978 als Diplompsychologe abschloss. Anschließend war Köhnken als wissenschaftlicher Mitarbeiter bei Hermann Wegener (1921–2003) in Kiel tätig und erlangte dort 1982 die Promotion sowie 1988 die Habilitation. 1990/1991 hatte er eine Lehrstuhlvertretung in Marburg inne. Nach Aufenthalt an der University of Portsmouth wurde er 1994 Professor für Psychologische Diagnostik, Persönlichkeitspsychologie und Rechtspsychologie an der Universität Kiel. Zu den Schwerpunkten seiner Forschung gehören unter anderem Glaubhaftigkeit und Zuverlässigkeit der Aussagen von Zeugen, konfirmatorisches Hypothesentesten und die Beurteilung der Reife jugendlicher Straftäter. Er untersuchte als Gutachter viele Zeugenaussagen (z. B. im Kachelmann-Prozess).

## Schriften (Auswahl)
- Sprechverhalten und Glaubwürdigkeit. Eine experimentelle Studie zur extralinguistischen und textstilistischen Aussageanalyse. Kiel 1982, OCLC 911215970.
- Glaubwürdigkeit. Untersuchungen zu einem psychologischen Konstrukt. München 1990, ISBN 3-621-27100-7.
- mit Thomas Bliesener und Friedrich Lösel: Lehrbuch der Rechtspsychologie. Bern 2014, ISBN 3-456-85411-0.
- mit Rüdiger Deckers (Hrsg.): Die Erhebung und Bewertung von Zeugenaussagen im Strafprozess. Juristische, aussagepsychologische und psychiatrische Aspekte. Berlin 2019, ISBN 3-8305-3916-9.